# Ludwig Korodi
Ludwig Korodi (* 17. Februar 1834 in Kronstadt, Siebenbürgen; † 31. Oktober 1901 ebenda) war ein deutscher Gymnasiallehrer.

## Leben
Nach dem Abitur am Honterusgymnasium in Kronstadt studierte Korodi an der Friedrich-Wilhelms-Universität zu Berlin und ab Herbst 1854 an der Eberhard-Karls-Universität Tübingen Evangelische Theologie. In Tübingen wurde er Mitglied der Transsylvania, einem Corps der Siebenbürger Sachsen. Er wurde Gymnasialprofessor und Rektor des Honterusgymnasiums. Er übersetzte aus dem Griechischen und Ungarischen ins Deutsche. Von 1878 bis 1882 saß er im Reichstag (Ungarn). Der eigentlich gleichnamige Sohn war Lutz Korodi.

## Veröffentlichungen
- Theologischer Schutt, 1878. GoogleBooks
- Programm des Gymnasiums zu Kronstadt, 1886. GoogleBooks
- Schulreden, 1888. GoogleBooks